# Anna Grineva
Anna Sergeyevna Grineva (em russo:  Анна Сергеевна Гринёва; Volgodonsk, 31 de janeiro de 1988) é uma jogadora de polo aquático russa, medalhista olímpica.

## Carreira
Grineva fez parte da equipe que conquistou a medalha de bronze pela Rússia nos Jogos do Rio de Janeiro, em 2016.